# Bleasby
Bleasby – wieś w Anglii, w hrabstwie Nottinghamshire, w dystrykcie Newark and Sherwood. Leży 17 km na północny wschód od miasta Nottingham i 179 km na północ od Londynu. Miejscowość liczy 804 mieszkańców.